# Laura Garrido
Laura Garrido Knörr (Vitoria, 25 de diciembre de 1970) es una política del Partido Popular. Actualmente es diputada en el Parlamento Vasco y secretaria general del Partido Popular del País Vasco.

## Biografía
Laura Garrido nació en Vitoria el 25 de diciembre de 1970. Estudió en la Ikastola Olabide de Vitoria. Se licenció en Derecho en la Universidad del País Vasco y Especialista en Administraciones Públicas por el Instituto Vasco de Administración Pública (IVAP) y ha hecho estudios de Ciencias Políticas.
Es miembro del Partido Popular (PP) y fue concejala de Barrundia y Lizarza. Desde 1999 ha sido procuradora de las Juntas Generales de Álava hasta que en 2003 se convirtió en la Vicepresidenta Primera de la mesa de la cámara foral alavesa.
Actualmente Laura Garrido es parlamentaria del Parlamento Vasco desde el año 2006.
Fue secretaria de Trabajo y Asuntos Sociales y portavoz de la ejecutiva del Partido Popular en Álava y hoy en día [¿cuándo?] forma parte de la ejecutiva nacional del Partido Popular.[cita requerida]
Laura Garrido es una de las personas que sabe y habla euskera del Partido Popular, por lo que siempre representa a su partido en los debates electorales de ETB 1 o en las tertulias y entrevistas en euskera de este y otros medios. 
El 7 de octubre de 2020 fue elegida secretaria general del Partido Popular del País Vasco. 